# 斯坦尼斯拉夫·阿謝耶夫
斯坦尼斯拉夫·沃洛迪米羅維奇·阿謝耶夫（羅馬化：Stanislav Volodymyrovych Asieiev；1989年10月1日—），乌克兰作家、记者、人权活动家和正义倡议基金会的创始人。乌克兰武装部队军人。他最著名的作品是2020年推出的小说《天堂街酷刑所》。2014年5月，他的家乡顿涅茨克落入俄罗斯傀儡武装分子的控制，儘管當地局勢漸趨危險，他仍留在頓市。2015至2017年，阿谢耶夫以笔名斯坦尼斯拉夫·瓦辛（Stanislav Vasin）为烏克蘭《镜报》周刊和其他乌克兰媒体发表了报道。2017年6月2日，阿謝耶夫失踪。7月16日，所謂的“顿涅茨克人民共和国”的“国家安全部”的一名特工证实他被顿涅茨克人民共和国武装分子绑架。
尽管获得了国际社会的大力支持，阿谢耶夫仍然被“顿涅茨克人民共和国”當局以不明罪名判处15年有期徒刑，被視爲非法禁錮，并在伊佐利亞齊亞監獄度过了962天。他于2019年12月29日在換囚計劃中获释并移交给乌克兰当局。